# VLM 항공
VLM 항공(영어: VLM Airlines)는 에어프랑스의 지분에 등록된 자회사이자 벨기에의 지역 항공사로 1992년에 설립되어 런던 시티 공항을 허브 공항을 사용한다. VLM 항공은 주로 유럽의 국제선 노선을 취항하고 있다.

## 보유 기종
- 2012년 4월 기준으로 VLM 항공은 다음과 같은 기종을 보유하고 있다.[1]

## 같이 보기
- 에어프랑스-KLM
- 마틴 에어
- KLM
- 알리탈리아
- 케냐 항공